# Xã Cheyenne, Quận Lane, Kansas
Xã Cheyenne (tiếng Anh: Cheyenne Township) là một xã thuộc quận Lane, tiểu bang Kansas, Hoa Kỳ. Năm 2010, dân số của xã này là 314 người.